# João Domingos Bomtempo
João Domingos Bomtempo (Lisboa, 28 de diciembre de 1775 - idm. 18 de agosto de 1842) fue un pianista clásico y compositor portugués.
Desde niño inició sus estudios de música, oboe y contrapunto con su padre Francesco Saverio, oboísta en la corte de Lisboa. Estudió en el Seminario del Patriarcado de Lisboa, y los 14 años de edad fue admitido en la Hermandad de Santa Cecilia como cantor de la Capilla Real del Paço da Bemposta. Al morir su padre, en 1801, se marchó a París donde contactó con un grupo de emigrante liberales, los cuales le ayudaron a hacer valer su talento y publicar sus primeras obras. También se acercó a amistades influyentes, como el músico y editor italiano Muzio Clementi, quien colaboró en la difusión de su trabajo.
En 1820, después de los movimientos revolucionarios, pudo establecerse definitivamente en Lisboa. En 1882 fundó la Sociedad Filarmónica, que se disolvió en marzo de 1828 por la llegada al poder del rey dictador Miguel I, que prohibió toda actividad de conciertos.
Bontempo estuvo más de cinco años en el consulado ruso y regresó a su actividad en 1833. Desde 1835 fue director del Conservatorio de Lisboa hasta su muerte.
Escribió una obra teatral, Alexandro in Efeso, siete sinfonías, seis conciertos para piano y numerosas obras instrumentales.